# Screenguide
Screenguide (in eigener Schreibweise SCREENGUIDE), ehem. Webstandards Magazin, war eine Fachzeitschrift zu Themen aus Social Media, Webentwicklung, Interfacedesign, Usability, Accessibility, Webanwendungen und E-Commerce sowie aktuellen Entwicklungen in den genannten Bereichen. Das Magazin erschien quartalsweise in einer Druckauflage von ca. 10.000 Exemplaren (Stand: November 2012) und wurde hauptsächlich über den Bahnhofsbuchhandel und per Abonnement vertrieben. Neben der Print-Ausgabe gab es auch eine App für iOS- und Android-Smartphones und -Tablets. Herausgeberin war bis zur Ausgabe 19 die Screenguide Publishing GmbH, seit Oktober 2013 wurde das Magazin von der Weka Group verlegt.
Im September 2018 wurden die Abonnenten informiert, dass die Zeitschrift ab sofort "aus wirtschaftlichen Gründen" eingestellt wird. Ihnen wurde ersatzweise ein Abonnement des monatlich erscheinenden PC Magazin angeboten.

## Fokus und Ausrichtung
Die Publikation wurde Anfang 2009 gestartet und behandelte relevante Themen aus dem Webworking-Bereich unter professionellen Gesichtspunkten. Das Spektrum umfasste Techniken und Trends zu HTML, CSS, JavaScript sowie PHP und MySQL. Ein weiterer inhaltlicher Schwerpunkt lag auf Designthemen und -trends sowie diversen Tools, wie beispielsweise Adobe Flash, Flex und Air. Ferner wurden Themen wie Rapid Prototyping und Frameworks sowie Applikationsentwicklung und Content-Management-Systeme behandelt.
Eine Besonderheit des Magazins war die enge Vernetzung mit Twitter für den Newsbereich sowie als „Seismograph“ für Trends und Entwicklungen. Jede Ausgabe des Magazins umfasste mindestens 100 Seiten. Online finden sich ältere Magazine als PDF-Dokumente zum Download. Auch hier spielt Twitter wieder eine Rolle, die Herausgeber nutzten eine Payment-Lösung namens Pay with a Tweet (deutsch Bezahle mit einem Tweet). Inzwischen ist die Online-Plattform mit einem täglich aktualisierten News-Angebot versehen und setzt verstärkt auf Social Media zur Verbreitung von aktuellen Inhalten.